# Sansevieria liberica
Sansevieria liberica ist eine Pflanzenart aus der Gattung Sansevieria in der Familie der Spargelgewächse (Asparagaceae). Das Artepitheton liberica weist auf den Fundort in Liberia hin.

## Beschreibung
Sansevieria liberica wächst stammlos als ausdauernde, sukkulente Pflanze mit 1,9 Zentimeter starken blass gräulichen kriechenden Rhizomen. Die ein bis sechs Laubblätter stehen aufrecht oder fast aufrecht an einem Spross, im Alter auch ausgebreitet und sind steif lederartig oder riemenförmig bis lanzettlich geformt. Die einfache Blattspreite ist 46 bis 106 Zentimeter lang und 5 bis 12,5 Zentimeter breit. Sie verschmälert sich von unterhalb der Mitte nach unten in einem hohlrinnigen Stiel und ist dunkelgrün, gewöhnlich mit deutlich blasser grünen Querbändern versehen. Oberhalb der Mitte nach oben verschmälert sie sich in eine 2 bis 12 Millimeter lange grüne, elastische Spreitenspitze, die pfriemlich zugespitzt ist und im Alter weißlich wird. Der Spreitenrand ist knorpelig, blass rötlich braun. Die Blattoberfläche ist glatt.
Die einfach ährigen Blütenstände sind 60 bis 80 Zentimeter hoch. Die Rispen sind locker mit Blüten besetzt. Das Tragblatt ist lanzettlich zugespitzt. Die Blütenhüllblätter sind weiß und zirka 5 Zentimeter groß.

## Verbreitung
Sansevieria liberica ist in der Zentralafrikanischen Republik, Elfenbeinküste, Burkina Faso, Ghana, Liberia, Nigeria, Sierra Leone und Togo auf trockenen, schattigen Stellen entlang von Flüssen und auf Termitenhügeln und Felsen verbreitet.

## Taxonomie
Die Erstbeschreibung von Sansevieria liberica erfolgte 1903 durch Joseph Gérôme und Oscar Labroy (1876–1953). Synonyme für Sansevieria liberica Gérôme & Labroy sind: Sansevieria chinensis Gentil ex N.E.Br. (1915) und Sansevieria gentilis Mattei (1918).

## Nachweise

## Weitere Literatur
- Eze Charity Chinasa, Inya-Agha Stella Ifeoma, Ezugwu Christopher Obodoike, Ezea Samson Chhukwuemeka: Evaluation of anti-inflammatory property of the leaves of Sansevieria liberica ger. and labr. (fam: dracaenaceae). In: Asian Pacific Journal of Tropical Medicine. Band 4, 2011, S. 791–795 (doi:10.1016/S1995-7645(11)60195-8).
- Eze Charity Chinasa, Inya-Agha Stella Ifeoma, Ezugwu Christopher Obodoike, C. E. C. Ugwoke: Pharmacognostic standardisation of the leaves of Sansevieria liberica, GER. and LABR. (Fam: Dracaenaceae). Journal of Pharmaceutical and Allied Sciences. Band 8, Nummer 3, 2011, (online).
- Catherine C. Ikewuchi, Jude C. Ikewuchi, Edward O. Ayalogu, Eugene N. Onyeike: Proximate and Phytochemical Profile of Sansevieria liberica Gérôme and Labroy. In: Journal of Applied Sciences and Environmental Management. Band 14, Nummer 2, 2010, S. 103–106 (PDF)
- Catherine C. Ikewuchi,  Edward O. Ayalogu, Eugene N. Onyeike, Jude C. Ikewuchi: Study on the Alkaloid, Allicin, Glycoside and Saponin Composition of the Leaves of Sansevieria liberica Gérôme and Labroy by Gas Chromatography. In: The Pacific Journal of Science and Technology. Band 12, Nummer 1, 2011, S. 367–373 (PDF).
- Catherine C. Ikewuchi: Hepatoprotective Effect of an Aqueous Extract of the Leaves of Sansevieria liberica Gerome and Labroy Against Carbon Tetrachloride Induced Liver Injury in Wistar Rats. In: The Pacific Journal of Science and Technology. Band 13. Nummer 1, 2012, S. 512–518 (PDF).
- Ikewuchi J. Chigozie, Ikewuchi C. Chidinma: Hypoglycemic, hypocholesterolemic, anti-anemic and ocular-protective effects of an aqueous extract of the rhizomes of Sansevieria liberica Gérôme and Labroy (Agavaceae) on alloxan induced diabetic Wistar rats. In: Asian Journal of Pharmacy and Technology.  Band 1, Nummer 4, 2011, S. 137–148 (PDF).
- Jude C. Ikewuchi, Catherine C. Ikewuchi, Ngozi M. Igboh, Telema Mark-Balm: Protective effect of aqueous extract of the rhizomes of Sansevieria liberica Gérôme and Labroy on carbon tetrachloride induced hepatotoxicity in rats. In: Experimental and Clinical Sciences. Band 10, 2011, S. 312–321 (online).